# 日本の科学技術

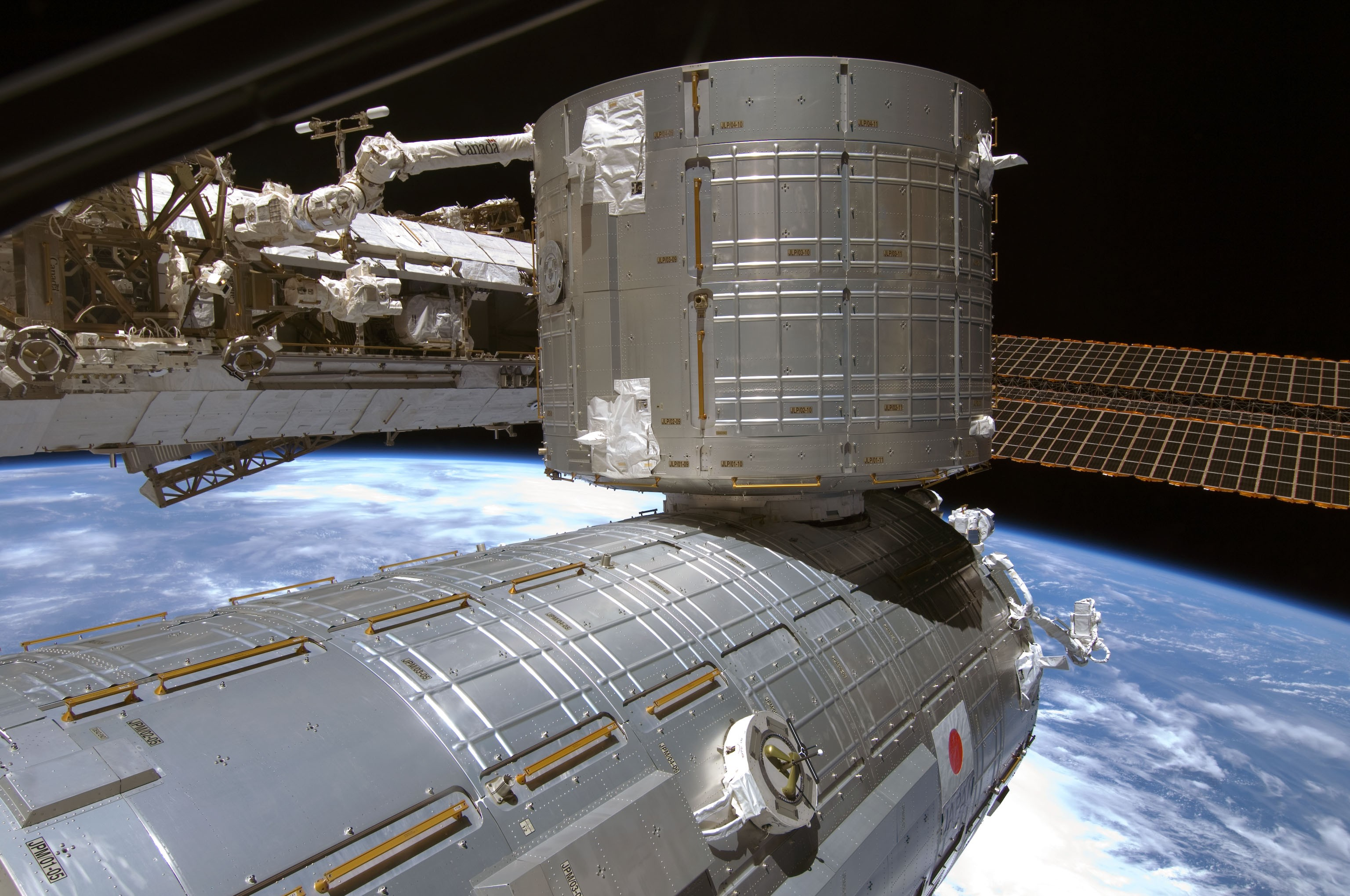
きぼう

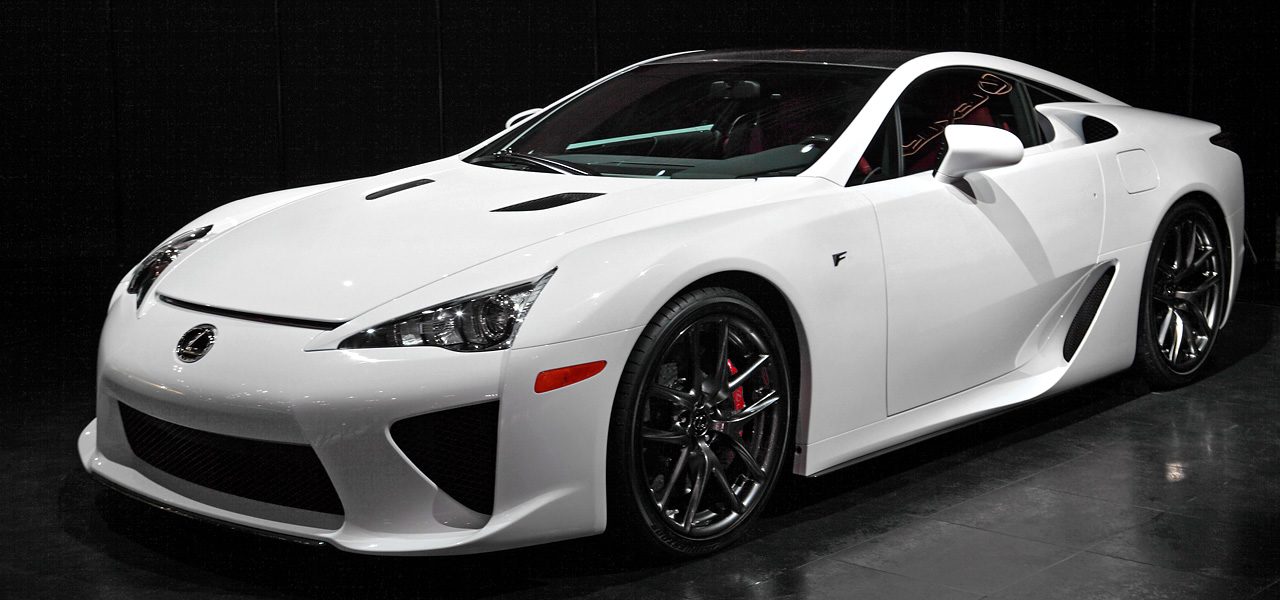
レクサス・LFA

日本の科学技術（にほんのかがくぎじゅつ）は、今日、主に家庭用電気機械器具、自動車産業、コンテンツ産業、ロボット工学、コンピューター分野で世界をリードしている。

## 概要
世界的にも多くの分野で高水準のテクノロジーを有する。1990年代から2000年代前半にかけて、学術論文数（分数カウント）でアメリカに次ぐ世界2位、国際特許出願件数では世界一であった。2000-15年におけるノーベル賞受賞数も、アメリカに次ぐものだった。しかし、1990年代より経済成長の減速とともに研究開発費の増加は鈍化し、2000年代前半には論文数こそ増加しても、世界シェアは低下し始めた。リーマンショック後の2009年から研究開発費が減少・横ばいになると、研究力の低下が露わになる。2017-19年の平均論文数は世界4位に後退した。より顕著なのが質を示す「Top10パーセント補正論文数」であり、世界10位まで下がっている。特許出願件数でも2012年に中国に1位の座を明け渡すと、翌年にはアメリカにも抜かれ3位になった。ただし、パテントファミリー数（2カ国以上への特許出願数）は10年以上1位を保っている（2014-16年データ）。特許収入はアメリカに次ぐ世界第2位の黒字国である。
長らく横ばいとなっている研究開発費だが、対GDP比率で見ると3.43%と世界3位の高水準にある（2016年、OECE基準は3.15%）。ただし90-08年は1位であったので、減少がしている。研究開発費の流れにおいて、日本は官民で分かれており、多くの比率を占める企業は企業間で流れ、政府の負担は公的機関と大学に向かっている。大学分は私大が多くを占める。主要他国においても企業が最多であるが、政府や外国の負担が一定量流れている。また、大学や国立研究開発法人に対する運営交付金削減と競争資金増加のセットによる「選択と集中」は失策だとする声も多い。
人材の縮小は明らかな課題で、大学部門の研究者数が5年前から1.5％減、公的機関部門の研究者数がわずか2.5％増にとどまっている。博士号取得者についても2006年をピークに減少している。この理由については、企業研究者に占める博士号取得者の割合が各国と比較して低いことや、任期なしポストの減少・任期付ポストの増加による就労の難しさ、さらに学術機関の法人化と運営費交付金削減により発生した非正規職員の雇止め問題などが指摘される。

## 電子産業

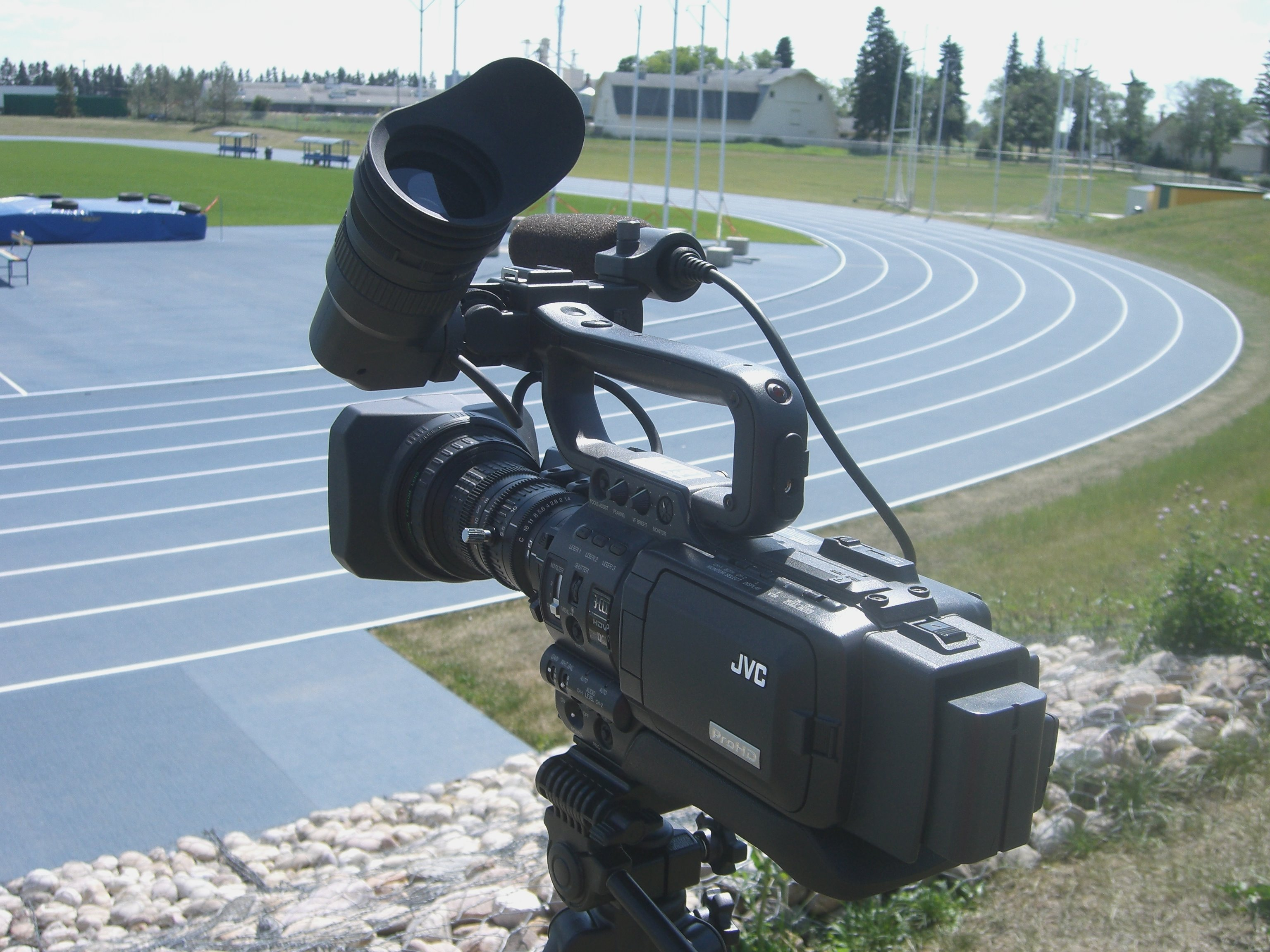
日本ビクターのGY-HD100

日本は自動車産業や電子工学分野で世界に知られており、日本の電子製品は他の大部分の国の製品と比較して世界市場で大きなシェアを保っている。日本は科学研究、テクノロジー、機械、医療研究部門で世界をリードする国のひとつであり、1300億USドルという世界第三位の研究開発予算と677,731人を超える科学者を有する。日本はノーベル賞の科学部門で受賞者数がアジア最多である。(国別のノーベル賞受賞者を参照)
富士フイルム (初の国産電子計算機であるFUJICを1956年に開発)やソニーのように、日本には大規模な国際企業グループがある。ソニー、パナソニック、キヤノン、ニコン、富士通、日立製作所、シャープ、NEC、エプソン、東芝は世界でも著名な電気機器メーカーである。トヨタ、ホンダ、日産自動車、マツダ、三菱自動車、任天堂、SUBARUもまた世界の有名企業となっている。

## 宇宙開発

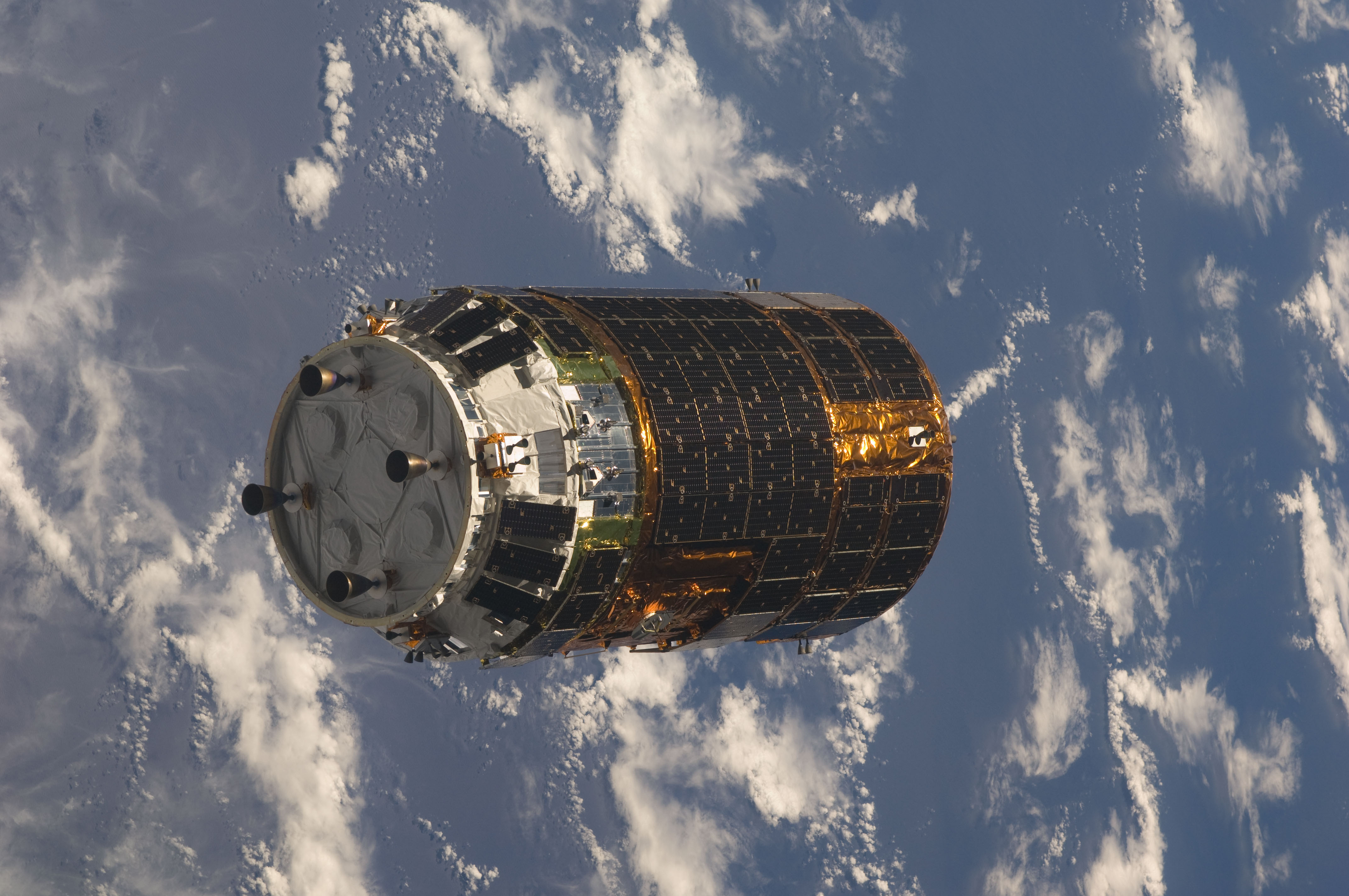
宇宙ステーション補給機

日本が人工衛星の打ち上げに成功したのは、ソ連、アメリカ、フランスに次ぎ世界で4番目であったが、現在では、航空宇宙工学や宇宙探査でも世界有数の技術を持つ。
宇宙航空研究開発機構 (JAXA) は航空宇宙研究、ロケットや人工衛星の開発を行なっている。JAXAは様々なロケットを開発しており、最新鋭のロケットはH-IIBロケットである。H-IIA/Bロケットは最大8トンの静止トランスファ軌道 (GTO) への打ち上げ能力を持ち、現在三菱重工業が製造、打ち上げを行なっている。
液体水素／液体酸素のロケットエンジンは、理論上、再着火が可能であるが、2007年までに再着火技術をフライト実証できているのは、アメリカのRL-10シリーズと日本のLE-5シリーズしかない。
三菱重工業はきぼうの開発にも携わっている。「きぼう」は2008年にスペースシャトルで国際宇宙ステーションへと運ばれて運用が開始され、宇宙ステーション補給機 (HTV) は2009年に国際宇宙ステーションへ補給物資を運搬する役割を果たした。
はやぶさ (探査機)は、世界で初めて、地球と月以外の天体、すなわち、地球重力圏外の天体の固体表面から、試料を持ち帰ることに成功した。

## 原子力

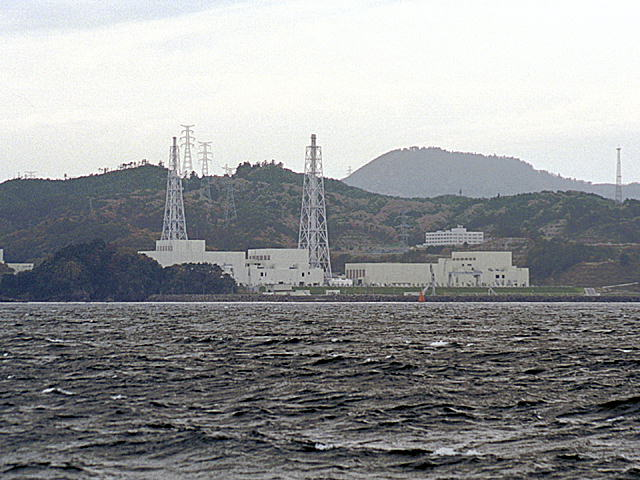
女川原子力発電所。3基の沸騰水型原子炉を持つ。

1973年より、日本は総エネルギー産出量の61%を輸入燃料に依存する状況から脱するため、原子力発電が日本の国家優先事項となってきた。2008年、7つの原子力発電所が稼働を始め、日本は世界第三位となる55基の原子炉を擁する国となった。これらの原子力発電所は日本の総発電量の34.5%を生み出している。
2011年3月11日に起きた東北地方太平洋沖地震に続いて、福島第一原子力発電所の冷却システムが機能停止し、原子力緊急事態宣言が発令された。原子力発電所20km圏内に住む14万人の住民が緊急避難した。(福島第一原子力発電所事故による放射性物質の影響 (英語版)、福島第一原子力発電所事故の影響#放射性物質による汚染の状況と影響を参照)

## ノーベル賞
日本はこれまで複数名のノーベル賞科学部門の受賞者を輩出している。当時京都大学教授だった湯川秀樹は1949年にノーベル物理学賞を受賞した。1965年に朝永振一郎が続いた。東京大学で教鞭をとっていた半導体研究者の江崎玲於奈も1973年にノーベル物理学賞を受賞した。京都大学の福井謙一が1981年にノーベル化学賞を共同受賞し、同じく京都大学で教鞭を執っていた利根川進が1987年に日本初のノーベル生理学・医学賞を受賞した。日本の化学者は2000年、2001年と立て続けにノーベル化学賞を受賞する。2000年に東京工業大学の白川英樹が、2001年に京都大学の野依良治が受賞した。2002年には東京大学の小柴昌俊がノーベル物理学賞を、東北大学出身の田中耕一がノーベル化学賞を受賞してそれに続いた。小林誠、益川敏英、そして現在はアメリカ合衆国国籍の南部陽一郎が2008年にノーベル物理学賞を共同受賞し、同年に下村脩がノーベル化学賞を受賞した。以降も2010年に鈴木章と根岸英一がノーベル化学賞を受賞し、2012年には山中伸弥が日本人2人目のノーベル生理学・医学賞受賞者となった。

### 日本の科学者
- 北里柴三郎
- 志賀潔
- 高峰譲吉
- 鈴木梅太郎
- 長岡半太郎